# Llista d'espècies de dinòpids
Llista d'espècies de dinòpids, una família d'aranyes araneomorfes descrita per primera vegada per Carl Ludwig Koch l'any 1850. Hi ha la informació recollida fins al 24 de desembre de 2016, amb 2 gèneres i 62 espècies citades, 48 de les quals pertanyen al gènere Deinopis. Té una ampla distribució per gran part de la zona tropical del planeta, a Austràlia, Àfrica i Amèrica.

## Gèneres i espècies

### Deinopis
Deinopis MacLeay, 1839
- Deinopis amica Schiapelli & Gerschman, 1957 — Argentina
- Deinopis anchietae Brito Capello, 1867 — Àfrica Occidental, Angola
- Deinopis armaticeps Mello-Leitão, 1925 — Brasil
- Deinopis aruensis Roewer, 1938 — Illes Aru
- Deinopis aspectans Pocock, 1899 — Camerun, Congo
- Deinopis aurita F. O. P.-Cambridge, 1902 — Mèxic
- Deinopis biaculeata Simon, 1906 — Brasil
- Deinopis bituberculata Franganillo, 1930 — Cuba
- Deinopis bucculenta Schenkel, 1953 — Veneçuela
- Deinopis camela Thorell, 1881 — Nova Guinea
- Deinopis celebensis Merian, 1911 — Sulawesi
- Deinopis cornigera Gerstäcker, 1873 — Àfrica Oriental
- Deinopis cylindracea C. L. Koch, 1846 — Colòmbia
- Deinopis cylindrica Pocock, 1898 — Sud-àfrica
- Deinopis diabolica Kraus, 1956 — El Salvador
- Deinopis fasciata L. Koch, 1879 — Queensland
- Deinopis fasciculigera Simon, 1909 — Vietnam
- Deinopis fastigata Simon, 1906 — Brasil
- Deinopis giltayi Lessert, 1930 — Congo
- Deinopis goalparaensis Tikader & Malhotra, 1978 — Índia
- Deinopis granadensis Keyserling, 1879 — Colòmbia
- Deinopis guasca Mello-Leitão, 1943 — Brasil
- Deinopis guianensis Taczanowski, 1874 — Guaiana Francesa
- Deinopis guineensis Berland & Millot, 1940 — Guinea
- Deinopis kollari Doleschall, 1859 — Myanmar, Malàisia
- Deinopis lamia MacLeay, 1839 — Cuba, Puerto Rico (espècie tipus)
- Deinopis liukuensis Yin, Griswold & Yan, 2002 — Xina
- Deinopis longipalpula Strand, 1913 — Central Àfrica
- Deinopis longipes F. O. P.-Cambridge, 1902 — Mèxic fins a Panamà
- Deinopis madagascariensis Lenz, 1886 — Madagascar
- Deinopis mediocris Kulczyn'ski, 1908 — Nova Guinea
- Deinopis ornata Pocock, 1902 — Etiòpia
- Deinopis pallida Mello-Leitão, 1939 — Brasil
- Deinopis pardalis Simon, 1906 — Brasil
- Deinopis plurituberculata Mello-Leitão, 1925 — Brasil
- Deinopis ravida L. Koch, 1879 — Queensland
- Deinopis reticulata — Rainbow, 1899) — Nova Guinea
- Deinopis rodophthalma Mello-Leitão, 1939 — Brasil
- Deinopis schomburgki Karsch, 1878 — Sud d'Austràlia
- Deinopis schoutedeni Giltay, 1929 — Congo
- Deinopis seriata Simon, 1906 — Brasil
- Deinopis spinosa Marx, 1889 — EUA, Saint Vincent, Veneçuela
- Deinopis subrufa L. Koch, 1879 — Queensland, Nova Gal·les del Sud, Tasmània
- Deinopis tabida L. Koch, 1879 — Queensland
- Deinopis tuboculata Franganillo, 1926 — Cuba
- Deinopis unicolor L. Koch, 1879 — Oest d'Austràlia

### Menneus
Menneus Simon, 1876
- Menneus aussie Coddington, Kuntner & Opell, 2012 — Queensland, Nova Gal·les del Sud, Nova Caledònia
- Menneus bituberculatus Coddington, Kuntner & Opell, 2012 — Queensland, possiblement Nova Guinea
- Menneus camelus Pocock, 1902 — Sud-àfrica
- Menneus capensis (Purcell, 1904) — Sud-àfrica
- Menneus darwini Coddington, Kuntner & Opell, 2012 — Tanzània
- Menneus dromedarius Purcell, 1904 — Sud-àfrica, Madagascar
- Menneus nemesio Coddington, Kuntner & Opell, 2012 — Nova Gal·les del Sud
- Menneus neocaledonicus (Simon, 1888) — Nova Caledònia
- Menneus quasimodo Coddington, Kuntner & Opell, 2012 — Oest d'Austràlia
- Menneus samperi Coddington, Kuntner & Opell, 2012 — Est d'Àfrica
- Menneus superciliosus (Thorell, 1881) — Queensland, Nova Gal·les del Sud
- Menneus tetragnathoides Simon, 1876 — Angola, Malawi, Tanzània (espècie tipus)
- Menneus trinodosus Rainbow, 1920 — Queensland, Nova Gal·les del Sud, Illes Lord Howe
- Menneus wa Coddington, Kuntner & Opell, 2012 — Oest d'Austràlia